# Музей сучасного мистецтва Одеси
Музей сучасного мистецтва Одеси (МСМО) ― один з перших в Україні музеїв сучасного мистецтва, створений з метою музеєфікації сучасного одеського мистецтва та інтеграції його у всеукраїнський і міжнародний художні контексти.

## Місія музею
МСМО створений з метою музеєфікації артефактів андеграунду (неофіційного мистецтва) Одеси останніх десятиліть радянської влади, нового одеського мистецтва на етапах його виникнення і розвитку в сучасній Україні, популяризації сучасного мистецтва в регіоні та інтеграції його у всеукраїнський і міжнародний художні контексти.

## Історія музею
Музей сучасного мистецтва Одеси був заснований 10 квітня 2008 року бізнесменом і меценатом Мороховським Вадимом Вікторовичем
Як основу Музейного Фонду  В. Мороховським було придбано та передано музею унікальну колекцію робіт майстрів «другої хвилі одеського авангарду» 60-80-х років ХХ століття, зібрану відомим колекціонером Михайлом Кнобелем. Ця колекція значно розширена і продовжує поповнюватись.
У наступні роки було створено та безперервно розширюються розділи Фонду, присвячені основним напрямам сучасного одеського візуального мистецтва: концептуалізм та трансавангард 1980-х та 90-х; неоконцептуалізм кінця ХХ ст.; Нове мистецтво 2000-х; творчість сучасних художників у громадському просторі міста.
У 2020 році до Фонду були включені автентичні експонати неофіційного мистецтва 90-х, що входили в минулу колекцію музею ТІРС.
В даний час МСМО представляє найбільш повну колекцію творів одеського відео-арту та документацію одеського акціонізму.
Музей має великий Архів, в якому зібрано раритетні фото, відео документи та інші артефакти, пов'язані з творчістю одеських митців.
Для більш повної презентації сучасного одеського мистецтва у МСМО наприкінці 2021 року було створено відділ одеського модернізму перших десятиліть ХХ століття. Новий відділ створено на базі особистої колекції В.Мороховського, яку він передав музею для експонування.
Кілька років на етапі становлення музей знаходився в спеціально наданих офісних приміщеннях. У міру зростання колекції та структуризації експозиції виникла потреба у більш сприятливій виставковій локації.
У червні 2012 року музей переїхав у будинок на Французькому бульварі, 8. Там вперше куратором музею Мирославом Кульчицьким була представлена концепція експозиції МСМО, яка презентує погляд на історію одеського мистецтва після 1970-х років.
Французький бульвар,8 був тимчасовою локацією, тому наприкінці 2012 року розпочалися ремонт та реставрація майбутньої повноцінної локації музею – двоповерхового старовинного маєтку (пам'ятки архітектури XIX століття) на вулиці Леонтовича, 5. У березні 2013 року музей переїхав. Спеціально розроблене планування приміщень дозволило представити кураторську концепцію експозиції музею: «Тепле та Холодне». У ній М.Кульчицький зміг вільно розвинути свої погляди на історію сучасного одеського мистецтва.
Проте, за кілька років стало очевидним, що і ця будівля вже не відповідає масштабам музею. Вадимом Мороховським було ухвалено рішення про радикальну зміну масштабів локації.
У лютому 2022 року після серйозних проектно-будівельних робіт музей перебував у стані переїзду до нових приміщень колишнього Заводу шампанських вин. Відкриття великого виставкового простору (площа виставкових залів – понад 2200 кв.м та значна кількість спеціальних приміщень) планувалося на 10 квітня 2022 року.
Початок повномасштабного вторгнення росії в Україну зірвав ці плани та залишив музей без приміщень. До кінця березня 2022 року було здійснено евакуацію всієї музейної колекції до спеціального сховища у західному регіоні України.
З 2023 року виставкова діяльність МСМО тимчасово здійснюється за участю колег з Одеського Музею Західного та Східного Мистецтва у вільних через війну виставкових залах цієї партнерської інституції.

## Колекція музею
З моменту створення МСМО основне місце у його колекції посідають твори та архівні документи, що відображають процес розвитку сучасного мистецтва Одеси, починаючи з 1950-х років.

### Мистецький андеграунд (нонконформізм) 1950-80-х років
У колекції творів андеграунду, в основному, представлені художники нонконформісти, які не побажали дотримуватися ідеологічних установок офіційно прийнятого соціалістичного реалізму, чи автори, які підтримували їх позицію:
Олег Соколов; Валентин Хрущ; Олександр Ануфрієв; Валерій Басанец; Олег Волошінов; Люсьєн Дульфан; Юрій Єгоров; Юрій Коваленко; Віктор Маринюк; Лев Межберг; Володимир Наумець; Володимир Стрельников; Станіслав Сичов; Олександр Стовбур; Олександр Фрейдін; Людмила Ястреб та інші.
В колекції музею також присутні твори, створені офіційно визнаними художниками (Адольф Лоза та Володимир Власов) «для себе, в стіл», які ніколи не експонувалися у радянських виставкових залах.

### Концептуалістська група
Можна стверджувати, що саме з творчості Сергія Ануфрієва, Леоніда Войцехова, Лариси Звєздочетової, Юрія Лейдермана, Світлани Мартинчик, Олега Петренка, Людмили Скрипкіної, Ігоря Стьопіна, Ігоря Чацкіна та їхніх друзів бере початок сучасне мистецтво Одеси. Сміливе та парадоксальне мислення, іронія та високий інтелектуальний рівень сприяли створенню творів, які є гордістю музею.

### Трансавангард
Контраверсивним до концептуалізму в умовах культури Одеси є трансавангард. Емоційна мальовничість, символічні, часто містичні твори Олександра Ройтбурда, Василя Рябченка, Сергія Ликова та Олени Некрасової репрезентують глядачам зовсім інші ідеї та емоції. Творчість цих художників гідно представлена в колекції МСМО.

### Акціонізм
Наприкінці ХХ століття майже кожен сучасний одеський художник брав участь у заходах одеського акціонізму. Вся автентична інформація (фото, відео та документи) про перформанси та акції одеситів представлена в колекції МСМО. Творчість основних одеських кураторів та перформерів Леоніда Войцехова, Ігоря Гусєва, Уте Кільтер, Юрія Лейдермана, Володимира Наумця та їхніх послідовників відома у всьому світі.

### Відео-арт
За всіх здобутків сучасного одеського живопису у світі більш відомі твори одеського відео-арту. В найбільших музеях світу представлені відео Мирослава Кульчицького, Гліба Катчука, Юрія Лейдермана, Олександра Ройтбурда та Вадима Чекорського.

### Нове мистецтво ХХІ століття
Деяке затишшя в одеському мистецтві першого десятиліття ХХІ століття змінилося новим Ренесансом, в якому твори класиків: Сергія Ануфрієва, Леоніда Войцехова та Олександра Ройтбурда сусідять з творами авторів кінця ХХ століття: Сергія Беліка, Ігоря Гусєва, Дмитра Дульфана, Віктора Павлова, Олександра Шевчука та художниками нового тисячоліття: APL 315, Миколи Карабіновича, Франсуази Оз, Богдана Перевертуна, Степана Рябченка, Дмитра Ерліха.

## Колекція модернізму перших десятиліть ХХ століття
З 2021 року в МСМО з'явився відділ творів мистецтва одеського модернізму першого 30-річчя ХХ століття. Окрасою колекції є найбільші збори творів Михайла Жука. У відділі також представлені основні модерністи Одеси: Борис Анісфельд, Володимир Баранов-Росіне, Соня Делоне, Петро Коновський, Петро Нілус, Амшей Нюренберг, Микола Павлюк, Наум Соболь, Сандро Фазіні, Теофіл Фраєрман та інші.

## Діяльність

### Одеські бієнале сучасного мистецтва
Протягом свого існування МСМО успішно провів чисельні важливі виставкові проєкти. Найважливішою подією є організація та регулярне проведення вперше в Україні Одеських бієнале сучасного мистецтва. З 2008 року було проведено 5 бієнале, причому останні три набули міжнародного формату. Цей проєкт дозволив створити платформу для творчого співробітництва українських культурних інституцій, митців, кураторів, мистецтвознавців та культурологів з колегами з понад 30 країн світу. Переїзд музею, епідемія коронавірусу і, звісно, війна не дозволили провести чергову бієнале.

### Артерія
З 2014 по 2017 роки у МСМО працював простір творчих ініціатив «Артерія» — творча лабораторія, відкрита для пропозицій від юних творців. Проєкт був самоврядною територією мистецтва без менторів, зосередженою на творчому процесі.

### Центр Muzeon
Через кілька років 2019 році у на тих же умовах була відкрита нова структура для молоді: експериментальний центр Muzeon. Метою експериментального центру також було формування сприятливого середовища для молодих митців і критиків. Центр та бібліотека припинили роботу перед переїздом МСМО.